# Аврон
29°45′28″ пн. ш. 35°01′50″ сх. д. / 29.75777778° пн. ш. 35.03055556° сх. д.

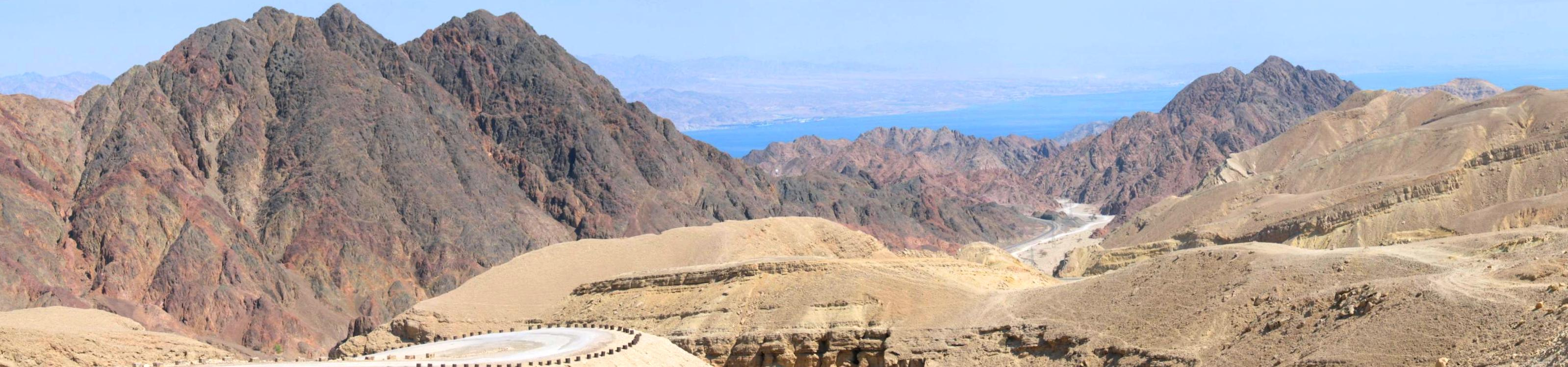
Вид на сині води з Дар-ель-Хаджа (Darb el Hajj) — сьогодні Овда — поблизу Ейлату

Аврон (або Аброна; англ. Abronah/Ebronah, івр. עַבְרֹנָה; назва пов'язана з дієсловом «проїжджати»; «прибережне місце») — одне з місць зупинки ізраїльтян в пустелі під час їх великої подорожі (Числа 33:34, 35).
Ймовірно знаходилось між Іотвафом і Ецйон-Ґевером недалеко від східного рукава Червоного моря.
Можливо нині на цьому місці розташована оаза Ен-Дефіє (їдиш Ейн-Аврона), що за 14 кілометрів на північ від Ецйон-Ґевера, на березі Акабської затоки.